# Совлад
Совла́д (фр. Sauvelade) — коммуна во Франции, находится в регионе Аквитания. Департамент — Атлантические Пиренеи. Входит в состав кантона Кёр-де-Беарн. Округ коммуны — По.
Код INSEE коммуны — 64512.
Коммуна расположена приблизительно в 660 км к югу от Парижа, в 165 км южнее Бордо, в 30 км к западу от По.
Монастырь Совлад был основан в 1127 году монахами-бенедиктинцами.

## Население
Население коммуны на 2008 год составляло 216 человек.
| 1962 | 1968 | 1975 | 1982 | 1990 | 1999 | 2008 |
| ---- | ---- | ---- | ---- | ---- | ---- | ---- |
| 301  | 275  | 254  | 231  | 213  | 221  | 216  |

## Экономика
В 2007 году среди 134 человек в трудоспособном возрасте (15-64 лет) 100 были экономически активными, 34 — неактивными (показатель активности — 74,6 %, в 1999 году было 65,5 %). Из 100 активных работали 92 человека (52 мужчины и 40 женщин), безработных было 8 (2 мужчин и 6 женщин). Среди 34 неактивных 12 человек были учениками или студентами, 9 — пенсионерами, 13 были неактивными по другим причинам.

## Достопримечательности
- Аббатство Совлад, основано 6 апреля 1128 года. Исторический памятник с 1973 года[3]
- Церковь и колокольня XVII века. Исторический памятник с 1941 года[4]